# Giacomo Bergamino
Giacomo Bergamino, indicato anche come Giacinto Bergamino (Genova, 17 gennaio 1901 – Genova, 28 marzo 1960), è stato un calciatore italiano.
Nato nel quartiere di Marassi, proprio a fianco del campo del Genoa, era noto come Bergamino II, per distinguerlo dai fratelli Augusto e Giuseppe, anch'essi calciatori.

## Carriera
Cresciuto nel Genoa, vi gioca dal 1919 al 1921. Il suo esordio in rossoblu è datato 12 ottobre 1919, nel derby vinto per cinque ad uno contro l'Andrea Doria.
Nella sua prima stagione con il Grifone ottiene il terzo posto nel girone finale della Lega Nord mentre in quella seguente non supera il girone semifinale.
Nel 1921 passa allo Spezia, con cui raggiunge la salvezza nel girone A della Lega Nord nella Prima Divisione 1921-1922.
La stagione successiva è all'Andrea Doria, con cui ottiene il sesto posto del girone C.
Nel sodalizio biancoblu rimane una sola stagione, infatti passa nel 1923 alla Sampierdarenese dove rimane sino al 1927, disputandovi quattro stagioni tutte in massima serie.
Disputa la stagione 1927-1928 con i grigi dell'Alessandria, con cui raggiunge il terzo posto della classifica finale a tre punti dai campioni del Torino.
Chiude la sua carriera con la Nazionale Liguria,  militante in Terza Divisione 1928-1929, con cui ottenne il quinto posto del girone B della Liguria. Nel club ligure chiuse la carriera agonistica.